# Onthophagus discolor
Onthophagus discolor är en skalbaggsart som beskrevs av Hope 1841. Onthophagus discolor ingår i släktet Onthophagus och familjen bladhorningar. Inga underarter finns listade i Catalogue of Life.